# Cesc Fàbregas
Francesc Fàbregas Soler (Arenys de Mar, Katalonija, 4. svibnja 1987.) španjolski je nogometni trener i bivši nogometaš. Trenutačno je trener talijanskog kluba Como. Kao igrač igrao je na poziciji veznog igrača.

## Klupska karijera

### Rana karijera i Arsenal
Karijeru je započeo u Barceloni, no Arsenal ga je zamijetio i doveo u svoje redove u srpnju 2003. godine. Nije se mnogo naigrao u prvoj sezoni u Londonu, no zbog nekolicine ozljeda ključnih veznih igrača u sezoni 2004./05., počeo je dobivati više prilika pa si je kasnije i osigurao mjesto u veznom redu uz Gilberta Silvu. Dok je Gilberto više defenzivno orijentiran, Fàbregasova primarna funkcija je razigravač.
U međunarodnom nogometu, predstavljao je španjolsku selekciju do 17 godina na FIFA Under-17 Svjetskom prvenstvu 2003. Kao rezultat dobrih partija koje je pružao u klubu, pozvan je u seniorsku selekciju Španjolske za SP 2006. godine, gdje je i zaigrao, a iste godine obvezao se na dugogodišnju vjernost Arsenalu potpisivanjem ugovora na 8 godina.
Kao 16-godišnjak nije ni pomišljao o prvoj momčadi, već se je koncentrirao na treninge i učenje engleskog jezika. Nedugo zatim doživio je debi u momčadi Arsenala, 23. listopada 2003. godine u Liga kupu protiv Rotherhama. Tako je postao najmlađi igrač koji je ikad zaigrao u prvoj momčadi Arsenala, sa 16 godina i 177 dana. Kasnije je postao i najmlađi strijelac u Arsenalovoj povijesti, zabivši gol u 5:1 pobjedi nad Wolvesima (Liga kup).
Iako je Arsenal osvojio naslov u sezoni 2003./04., Fàbregasu nije data medalja jer nijednom nije zaigrao u prvenstvenoj utakmici. U sezoni 2004./05. počeo je dobivati više prilika. Prvu utakmicu u sezoni odigrao je protiv Manchester Uniteda u Community Shieldu. Kasnije je, zbog ozljede Patricka Vieire, odigrao 4 prvenstvene utakmice zaredom. Golom u pobjedi 3:0 nad Blackburnom, postao je najmlađi strijelac u Arsenalovoj povijesti u Premiershipu. S kasnijim ozljedama Edua i Gilberta Silve, dobivao je sve više i više prilika. Sezonu je zaključio osvajanjem FA Kupa na jedanaesterce protiv Manchester Uniteda, kada je utakmicu započeo u prvih 11.
Nakon odlaska kapetana Patricka Vieire u Juventus, Fàbregas je regularno igrao u veznom redu, zajedno s Gilbertom Silvom. Naslijedivši broj 4 od Vieire, odigrao je 49 utakmica u svim natjecanjima tokom sezone 2005./06. Izgradio je svoj stil igre, i dokazao suprotno svima koji su sumnjali u njega da neće moći popuniti prazninu koja je nastala odlaskom kapetana Patricka Vieire.
Sve je još više impresionirao svojim partijama protiv Real Madrida i Juventusa. Prvo je zabio, a zatim i asistirao Thierryju Henryju za drugi gol. Zaigrao je i u finalu protiv bivšeg kluba Barcelone gdje je Arsenal doživio poraz 2:1, te tako završio sezonu 2005./06. bez trofeja.
U rujnu 2006. godine Arsenal mu je ponudio novi osmogodišnji ugovor, koji je potpisao 19. listopada iste godine. Iako je ugovor bio neuobičajeno dug, Fàbregas je naveo Arsenalov stil igre i trenera Wengera kao glavne razloge za potpisivanje novog ugovora.
Godine 2006. bio je izabran u UEFA Team of the Year, a kasnije i igračem mjeseca u Premiershipu za siječanj 2007. godine.
Pored toga, bio je nominiran za PFA Players' Player of the Year i PFA Young Player of the Year, no obje su nagrade pripale Cristianu Ronaldu.
U konačnici (lipanj 2007.) je izabran za Arsenalovog igrača sezone, prikupivši 60 % glasova.

### Barcelona
Dana 15. kolovoza 2011. godine završena je velika transfer saga, Fàbregas je konačno postao novi igrač katalonskog diva, nakon što je Barcelona godinama nastojala vratiti svog "odbjeglog sina". Odštetna klauzula je iznosila 34 milijuna eura + 6 milijuna eura (u ratama).
Fàbregas nosi dres s brojem 4, koji je nosio u Arsenalu, a u Barceloni je nosio taj isti broj legendarni Pep Guardiola. 

### Chelsea
Dana 12. lipnja 2014. godine Fàbregas je potpisao petogodišnji ugovor s Chelseajom, a oštetna klauzula koju je Chelsea platio Barceloni je 33 milijuna €.

### Monaco
Nakon 4,5 godine u Engleskoj, dana 11. siječnja 2019. godine Fàbregas potpisuje ugovor s Monacom.

## Statistike

### Klupska statistika
- Nas. = nastupi; Gol. = golovi

| Klub              | Sezona            | Liga | Liga | Kup  | Kup  | Liga kup | Liga kup | Europa1 | Europa1 | Ostalo2 | Ostalo2 | Ukupno | Ukupno |
| Klub              | Sezona            | Nas. | Gol. | Nas. | Gol. | Nas.     | Gol.     | Nas.    | Gol.    | Nas.    | Gol.    | Nas.   | Gol.   |
| ----------------- | ----------------- | ---- | ---- | ---- | ---- | -------- | -------- | ------- | ------- | ------- | ------- | ------ | ------ |
| Arsenal           | 2003./04.         | 0    | 0    | 0    | 0    | 3        | 1        | 0       | 0       | 0       | 0       | 3      | 1      |
| Arsenal           | 2004./05.         | 33   | 2    | 6    | 0    | 1        | 0        | 5       | 1       | 1       | 0       | 46     | 3      |
| Arsenal           | 2005./06.         | 35   | 3    | 0    | 0    | 1        | 0        | 13      | 1       | 1       | 1       | 50     | 5      |
| Arsenal           | 2006./07.         | 38   | 2    | 2    | 0    | 4        | 0        | 10      | 2       | —       | —       | 54     | 4      |
| Arsenal           | 2007./08.         | 32   | 7    | 1    | 0    | 2        | 0        | 10      | 6       | —       | —       | 45     | 13     |
| Arsenal           | 2008./09.         | 22   | 3    | 1    | 0    | 0        | 0        | 10      | 0       | —       | —       | 33     | 3      |
| Arsenal           | 2009./10.         | 27   | 15   | 1    | 0    | 0        | 0        | 8       | 4       | —       | —       | 36     | 19     |
| Arsenal           | 2010./11.         | 25   | 3    | 3    | 2    | 3        | 1        | 5       | 3       | —       | —       | 36     | 9      |
| Arsenal           | Ukupno            | 212  | 35   | 14   | 2    | 14       | 2        | 61      | 17      | 2       | 1       | 303    | 57     |
| Barcelona         | 2011./12.         | 28   | 9    | 8    | 3    | —        | —        | 9       | 1       | 3       | 2       | 48     | 15     |
| Barcelona         | 2012./13.         | 32   | 11   | 7    | 2    | —        | —        | 8       | 1       | 1       | 0       | 48     | 14     |
| Barcelona         | 2013./14.         | 36   | 8    | 8    | 4    | —        | —        | 9       | 1       | 2       | 0       | 55     | 13     |
| Barcelona         | Ukupno            | 96   | 28   | 23   | 9    | —        | —        | 26      | 3       | 6       | 3       | 151    | 42     |
| Chelsea           | 2014./15.         | 34   | 3    | 1    | 0    | 4        | 0        | 8       | 2       | —       | —       | 47     | 5      |
| Chelsea           | 2015./16.         | 37   | 5    | 4    | 0    | 0        | 0        | 7       | 1       | 1       | 0       | 49     | 6      |
| Chelsea           | 2016./17.         | 29   | 5    | 6    | 0    | 2        | 2        | —       | —       | —       | —       | 37     | 7      |
| Chelsea           | 2017./18.         | 32   | 2    | 4    | 0    | 4        | 0        | 8       | 1       | 1       | 0       | 49     | 3      |
| Chelsea           | 2018./19.         | 6    | 0    | 1    | 0    | 3        | 1        | 5       | 0       | 1       | 0       | 16     | 1      |
| Chelsea           | Ukupno            | 138  | 15   | 16   | 0    | 13       | 3        | 28      | 4       | 3       | 0       | 198    | 22     |
| Monaco            | 2018./19.         | 13   | 1    | 1    | 0    | 1        | 0        | —       | —       | —       | —       | 15     | 1      |
| Monaco            | 2019./20.         | 18   | 0    | 2    | 0    | 2        | 0        | —       | —       | —       | —       | 22     | 0      |
| Monaco            | 2020./21.         | 21   | 2    | 5    | 1    | —        | —        | —       | —       | —       | —       | 26     | 3      |
| Monaco            | 2021./22.         | 2    | 0    | 0    | 0    | —        | —        | 3       | 0       | —       | —       | 5      | 0      |
| Monaco            | Ukupno            | 54   | 3    | 8    | 1    | 3        | 0        | 3       | 0       | —       | —       | 68     | 4      |
| Monaco B          | 2021./22.         | 1    | 0    | —    | —    | —        | —        | —       | —       | —       | —       | 1      | 0      |
| Como              | 2022./23.         | 17   | 0    | 0    | 0    | —        | —        | —       | —       | —       | —       | 17     | 0      |
| Ukupno u karijeri | Ukupno u karijeri | 518  | 81   | 61   | 12   | 30       | 5        | 118     | 24      | 11      | 3       | 738    | 125    |

Bilješke
- 1: uključuje nastupe u Ligi prvaka i Europskoj ligi
- 2: uključuje nastupe u FA Community Shieldu, španjolskom Superkupu i svjetskom klupskom prvenstvu

### Reprezentativna statistika
| Španjolska nogometna reprezentacija | Španjolska nogometna reprezentacija | Španjolska nogometna reprezentacija |
| Godina                              | Nastupi                             | Golovi                              |
| ----------------------------------- | ----------------------------------- | ----------------------------------- |
| 2006.                               | 14                                  | 0                                   |
| 2007.                               | 8                                   | 0                                   |
| 2008.                               | 15                                  | 1                                   |
| 2009.                               | 10                                  | 4                                   |
| 2010.                               | 11                                  | 1                                   |
| 2011.                               | 4                                   | 2                                   |
| 2012.                               | 13                                  | 3                                   |
| 2013.                               | 11                                  | 2                                   |
| 2014.                               | 8                                   | 0                                   |
| 2015.                               | 7                                   | 1                                   |
| 2016.                               | 9                                   | 1                                   |
| Ukupno                              | 110                                 | 15                                  |

## Vanjske poveznice
- Cesc Fàbregas na football-lineups.com
- Cesc Fabregas na stranicama Kluba navijača Arsenala "Arsenal Hrvatska"[neaktivna poveznica]
- Cesc Fabregas na službenoj stranici Arsenala